# Арутюнянц Анатолій Саркісович
Анато́лій Саркі́сович Арутюня́нц (Арутюнян; 21 січня 1921, Омськ — 6 січня 1999, Київ) — український радянський карикатурист; член Спілки радянських художників України з 1964 року та Спілки журналістів України з 1975 року. Заслужений художник УРСР з 1980 року.

## Життєпис
Народився 21 січня 1921 року в місті Омську (нині Росія). У 1940—1946 роках навчався в Казахському республіканському театрально-художньому училищі в Алмати. Був учнем Абрама Черкаського, Миколи Крутильникова. Дипломна робота — «Портрет актриси Майзель».
Протягом 1948—1981 років працював у Києві художником-карикатуристом журналу «Перець», де видрукував близько 5 тисяч карикатур на політичні і побутові теми. Після виходу на пенсію і до смерті продовжив малювати для журналу «Перець». Також його сатиричні малюнки друкувалися у журналах «Україна», «Хлібороб України», «Радянська жінка», «Старт»; газетах «Радянська Україна» (1950), «Правда Украины» (1949—1957), «Вечірній Київ» (з 1954 року). Мешкав у Києві в будинку на вулиці Щербакова, № 34, квартира № 47. Помер у Києві 6 січня 1999 року.

## Творчість
Працював у галузях політичної сатири, плаката та книжкової графіки. Автор ілюстрацій до книг:
- «Ходить Перець по городу» Степана Олійника (1952);
- «Байки» Павла Ключини (1955);
- «Про діляг і стиляг» Петра Лубенського (1957);
- «Осел на хаті» (1958), «Заяча математика» (1961), «Веселий педант» (1965) Микити Годованця;
- «Коротко кажучи» Юрія Кругляка (1959);
- «Шаржі, пародії, епіграми» (1960);
- «А рибка плаває» (1961) і «Божа біографія» (1963) Костянтина Басенка;
- «Долар на престолі» О. Носенка (1963).

Окремими книгами вийшли його малюнки:
- «Карикатури. Шаржі» (1967);
- «Альбом дружеских шаржей на деятелей украинского советского искусства и литературы» (1968);
- «Дружні шаржі» (1971);
- «Одноперчани: Альбом дружніх шаржів» (1977);
- «Карикатури та дружні шаржі» (1980).

Автор плакатів «За мир» (1950), «Геть!» (1960). У 1960 році взяв участь в оформленні естрадної вистави «Везли естраду на декаду».
З 1960 року брав участь в виставках республіканського і міжнародного рівня.